# X Leonis
X Leonis är en kataklysmisk variabel av typen dvärgnova (UGSS) i stjärnbilden Lejonet. 
Stjärnan har visuell magnitud 17,2 och har utbrott upp till magnitud 11,8 och en periodicitet av 0,1644 dygn eller 3,95 timmar.